# Melanophylla alnifolia
Melanophylla alnifolia, je biljna vrsta iz porodice Torricelliaceae. Endem je istočnog Madagaskara. Njegovo prirodno stanište su tropske vlažne i subhumidne nizinske i planinske šume kroz istočni Madagaskar, na visinama između 341 i 1710 metara nadmorske visine. Ugrožena je gubitkom staništa izazvanog čovjekom, poljoprivrede tipa posijeci-i-spali, selektivne sječe i požara.

## Opis
Melanophylla alnifolia je veliki grm ili stablo, naraste do 10 metara visine. Cvjeta i daje plodove između studenog i svibnja.

## Sinonimi
- Melanophylla capuronii Keraudren; Bull. Soc. Bot. France, cv. 253 (1958)